# Dave Crossman
David Crossman, detto Dave (Londra, 12 febbraio 1970), è un costumista britannico.

## Biografia
È noto soprattutto come costumista di film storici e di fantascienza. Nel corso della sua carriera ha collaborato con registi di alto profilo, tra cui Sam Mendes (1917), Ron Howard (Solo: A Star Wars Story) e Ridley Scott (Le crociate, Il gladiatore II). Fu proprio per Scott che nel 2023 realizzò, insieme a Janty Yates, i costumi per il film Napoleon, che gli valsero la sua prima candidatura all'Oscar ai migliori costumi, nonché la vittoria del Satellite Award e candidature ai BAFTA e al Critics' Choice Awards nella medesima categoria. Aveva già vinto un Saturn Award nel 2022 come costumista di The Batman. Nel 2025 fu nuovamente candidato all'Oscar insieme a Yates, questa volta per Il gladiatore II.

## Filmografia parziale
- The Trench - La trincea (The Trench), regia di William Boyd (1999)
- Le crociate - Kingdom of Heaven (Kingdom of Heaven), regia di Ridley Scott (2005)
- Rogue One: A Star Wars Story, regia di Gareth Edwards (2016)
- Solo: A Star Wars Story, regia di Ron Howard (2018)
- 1917, regia di Sam Mendes (2019)
- The Batman, regia di Matt Reeves (2022)
- Indiana Jones e il quadrante del destino (Indiana Jones and the Dial of Destiny), regia di James Mangold (2023)
- Napoleon, regia di Ridley Scott (2023)
- Il gladiatore II (Gladiator II), regia di Ridley Scott (2024)
- Warfare - Tempo di guerra (Warfare), regia di Alex Garland e Ray Mendoza (2025)

## Riconoscimenti
- Premio Oscar
  - 2024 - Candidatura per i migliori costumi per Napoleon
  - 2025 - Candidatura per i migliori costumi per Il gladiatore II
- Satellite Award
  - 2024 - Migliori costumi per Napoleon
- Saturn Award
  - 2017 - Candidatura per i migliori costumi per Rogue One: A Star Wars Story
  - 2022 - Migliori costumi per The Batman